# Colony Collapse Disorder
För andra betydelser av förkortningen CCD, se CCD (olika betydelser)

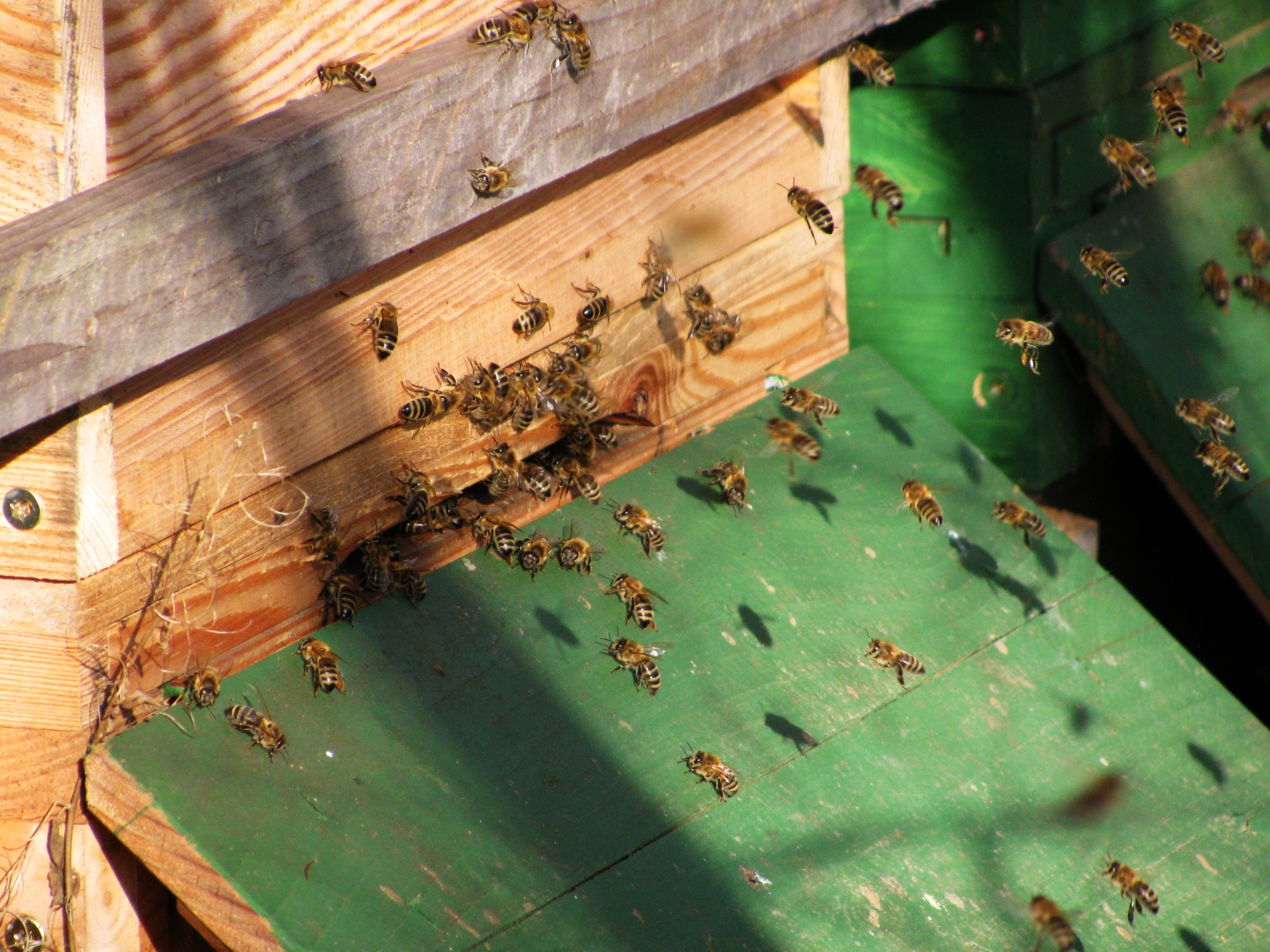
Honungsbin vid ingången till en bikupa.

Colony Collapse Disorder, (CCD) eller bidöd är ett fenomen som innebär att arbetsbin plötsligt försvinner från bikupor vilket resulterar i att bisamhällen kollapsar. I USA rapporteras att 2,4 miljoner samhällen har utplånats sedan 2006. Fenomenet har hittills rapporterats från Europa och USA. Flera teorier om orsaker har framförts men ingen är bevisad. En av dessa teorier hänvisar till parasiten Nosema ceranae och viruset IAPV, som kan verka i synergi med bekämpningsmedel såsom fipronil och vissa neonikotinoider. En annan teori är pekar på bekämpningsmedel såsom exempelvis växtgiftet Imidakloprid som en förklaring till CCD. En litteraturöversikt från 2013 pekar särskilt på att neonikotinoider såsom växtgiftet Klotianidin  i de mängder som på senare år ofta används kan skada bin och menar att det finns ett brådskande behov att ta fram säkrare alternativ.
Om förbudsläget, se Honungsbi. I dagsläget så finns det lösningar.
CCD som begrepp är huvudsakligen amerikanskt. Ett annat begrepp som används för samma företeelse är Honey Bee Depopulation Syndrome eller HBDS.